# Автошлях Р 80
Автошля́х Р 80 — автомобільний шлях територіального значення у Дніпропетровській області. Пролягає територією Дніпровського та Солонянського районів через Кам'янське — Миколаївку — Солоне — перетин із Н08. Загальна довжина — 53,4 км.
До 16 вересня 2015 р. мав нумерацію Т 0417.

## Маршрут
Автошлях проходить через такі населені пункти:
| Автошлях Р 80            |           |
| Дніпропетровська область |           |
| Дніпровський район       |           |
| Кам'янське               | Н08       |
| Миколаївка               | E50М30Н11 |
| Солонянський район       |           |
| Сурсько-Михайлівка       |           |
| Надіївка                 |           |
| Аполлонівка              |           |
| Солоне                   |           |
|                          | Н08       |